# Na dlani
Na dlani – pierwszy singel czeskiego zespołu pop-rockowego Mandrage z ich czwartego albumu studyjnego Siluety. Wydany 10 czerwca 2013 roku przez wytwórnię płytową Universal Music. Do singla został zrealizowany teledysk, który na podstawie własnego scenariusza wyreżyserował Tomáš Kasal. Nagranie zrealizowano w praskim studiu Biotech pod nadzorem Ecsona Waldesa.

## Lista utworów i formaty singla
Opracowano na podstawie materiału źródłowego.
- digital single

1. "Na dlani" - 3:24

## Twórcy
- Vít Starý – wokal prowadzący, gitara rytmiczna
- Pepa Bolan – gitara prowadząca, wokal wspierający, produkcja muzyczna
- Michal Faitl – gitara basowa
- Matyáš Vorda – perkusja
- František Bořík – instrumenty klawiszowe
- Ecson Waldes – produkcja muzyczna

## Pozycje na listach
| Państwo | Lista           | Najwyższa pozycja |
| ------- | --------------- | ----------------- |
| Czechy  | Rádio – Top 100 | 3                 |